# Municipio de Viesca
El Municipio de Viesca es uno de los 38 municipios en que se encuentra dividido para su régimen interior el estado mexicano de Coahuila de Zaragoza y que se localiza en el suroeste del estado, su cabecera es el pueblo de Viesca.

## Geografía
El municipio de Viesca está localizado en el extremo suroeste del estado de Coahuila entre las coordenadas geográficas 24° 45' - 25° 39' de latitud norte y 102° 28' - 103° 30' de longitud oeste y su altitud fluctúa entre los 1 000 y los 2 500 metros sobre el nivel del mar, forma parte de la Comarca Lagunera de Coahuila, siendo uno los municipios que inició el desarrollo de esta zona, su extensión territorial es de 4 203.50 kilómetros cuadrados que representan el 2.77% de la extensión total del estado de Coahuila.
Sus límites son al norte con el municipio de San Pedro, al noroeste con el municipio de Matamoros, al suroeste con el municipio de Torreón y al este con el municipio de Parras; en su extremo oeste limita con el municipio de Lerdo y al sureste con el municipio de General Simón Bolívar y el municipio de San Juan de Guadalupe del estado de Durango y con el municipio de Mazapil y con el municipio de Melchor Ocampo del estado de Zacatecas.

### Orografía e hidrografía

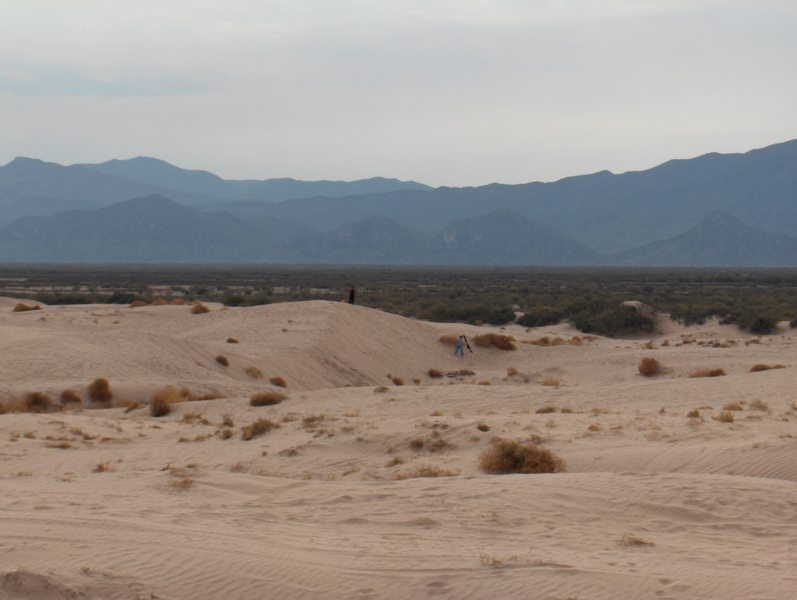
Las Dunas del Bilbao y las serranías del municipio.

El municipio de Viesca tiene zonas planas y montañosas, las principales elevaciones se encuentra en el centro del territorio y lo atraviesan longitudinalmente en sentido oeste-este, formando en su extremo oeste las estribaciones más septentrionales de la Sierra de Jimulco que se encuentra en el vecino municipio de Torreón y al avanzar toma los nombres locales Sierra Carolinas, Sierra El Mármol y Sierra el Burro, este sistema montañoso separados áreas planes, la primera situada al norte que es parte constituyente de la Comarca Lagunera y en cuyo extremo este se encuentra el lecho seco de la Laguna de Viesca, al centro de esta zona eminentemente desértica y que forma parte del Bolsón de Mapimí se encuentran las Dunas del Bilbao, formadas por fina arena que se han convertido en uno de los principales atractivos del municipio; al sur de las serranías se encuentra otro extenso valle por el que discurre el río Aguanaval. Fisiográficamente el municipio está dividido en dos provincias, el 66% de la extensión formada por toda la mitad sur forma parte de la Provincia fisiográfica V Sierra Madre Oriental y la Subprovincia fisiográfica 27 Sierras Transversales; y el restante 34% a la Provincia fisiográfica IV Sierras y Llanuras del Norte, dividida hacia el noroeste en la Subprovincia fisiográfica 20 del Bolsón de Mapimí y al noreste en la Subprovincia fisiográfica 22 Laguna de Mayrán.
La principal corriente fluvial del municipio de Viesca es el río Aguanaval, que sin embargo en la mayor parte de su curso se encuentra seco por las pocas lluvias pero sobre todo por el uso de su corriente para fines agrícolas en la región laguna y que por tanto ya no llega a su antigua desembocadura, la Laguna de Viesca, en el extremo este del municipio y que formaba una de las principales cuencas cerradas o endorreicas que caracterizan en el norte de México a las grandes extensiones desérticas de los estados de Coahuila y Chihuahua; el río fluye por el municipio en dos zonas diferentes, la primera en su extremo sur, señalando el límite estatal con Durango, y posteriormente reingresa al municipio por el oeste y recorre el centro del territorio pasando por la cabecera municipal, Viesca, para terminar en la Laguna de Viesca; existen además numerosos arroyos estacionales que descienden de las serranías hacia los valles así como canales de riego en las zonas agrícolas del municipio; todo el territorio de Viesca forma parte de la Región hidrológica Nazas-Aguanaval y a tres diferentes cuencas de la misma, la mayor parte a la Cuenca del río Aguanaval, un sector del extremo norte a la Cuenca del río Nazas-Torreón y el sector este del municipio a la Cuenca Laguna de Mayrán y de Viesca.

### Clima y ecosistemas

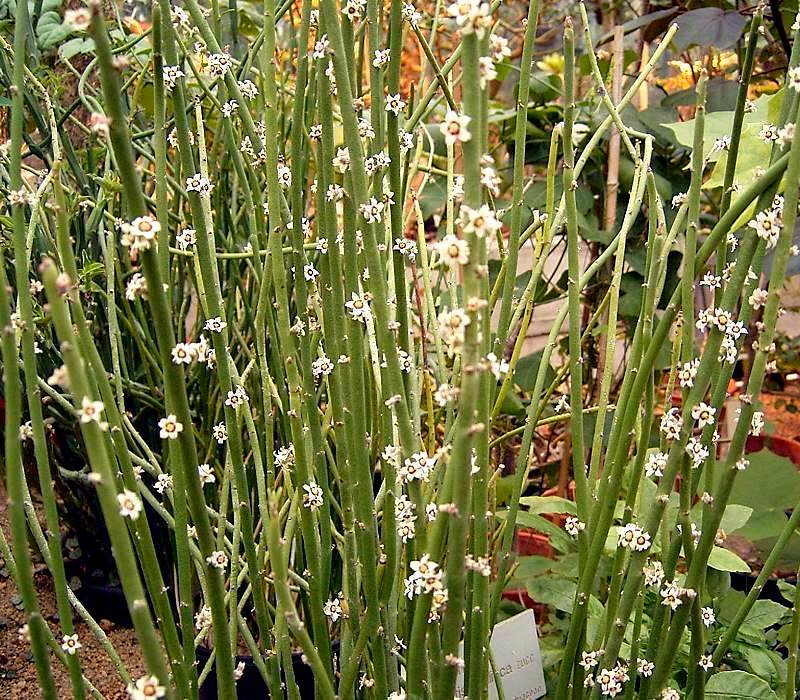
Candelilla

Localizada en una de las zonas más cálidas y secas de México, el clima que se registra en el municipio de Viesca es sumamente extremoso, en la gran mayoría del territorio (97%) el clima es Muy seco semicálido, en los puntos más elevados de las serranías el clima se clasifica como Seco templado y en un pequeño sector en el extremo sureste del municipio se encuentra clima Seco semicálido; la temperatura media anual sigue un patrón determinado por las elevaciones del terreno, así en las zona más elevada el rango fluctúa entre 16 y 18 °C, en el resto de la serranía que recorre de este a oeste la zona central del municipio es de 18 a 20 °C, y en el resto del territorio formado por los valles al norte y al sur de esta sierra la temperatura promedio es superior a los 20 °C; la precipitación promedio anual en el sector noreste de Viesca es inferior a los 200 mm, la menor del estado de Coahuila y en resto del territorio fluctúa entre 200 y 300 mm.
La práctica totalidad del municipio de Viesca está cubierto por matorral desértico, con la excepción de las zonas dedicadas a la agricultura de riego ubicadas sobre todo en el noroeste del municipio, la vegetación del municipio es la propia de zonas semidesérticas; existen grandes extensiones cubiertas de candelilla, que es la principal especie vegetal de la zona.

## Demografía
De acuerdo con los resultados del Censo de Población y Vivienda de 2010 realizado por el Instituto Nacional de Estadística y Geografía, la población total del municipio de Viesca asciende a 21 319 personas, de las que 10 762 son hombres y 10 557 son mujeres.

### Localidades
En el Censo de 2020 el municipio de Viesca contaba con 83 localidades.
| Código INEGI      | Localidad              | Población (2020) |
| ----------------- | ---------------------- | ---------------- |
| 050360001         | Viesca                 | 3 522            |
| 050360044         | La Ventana             | 1 976            |
| 050360004         | Boquilla de las Perlas | 1 876            |
| 050360014         | Gilita                 | 1 208            |
| Otras localidades | Otras localidades      | 11 723           |
| Total municipal   | Total municipal        | 20 305           |

## Política
El municipio de Viesca es gobernado, como todos los municipios de México, por su ayuntamiento; éste es electo mediante voto popular, universal, directo y secreto para un periodo de cuatro años que no es renovable para el mandado inmediato posterior, pero si de forma no continua. El ayuntamiento está integrado por el presidente municipal, un síndico y el cabildo conformado por ocho regidores, de los que seis son electos por mayoría relativa y dos por el principio de representación proporcional, todos ellos entran a ejercer su cargo el día 1 de enero del año siguiente al que se realizó su elección.

### Subdivisión administrativa
Para su régimen interno, el municipio de Viesca cuenta con 67 jueces auxiliares en igual número de comunidades y a los cuales los propone la asamblea general de la comunidad.

### Representación legislativa
Para la división territorial es distritos electorales donde son electos los diputados locales y federales, el municipio de Viesca se encuentra dividido de la siguiente manera:
Local:
- VI Distrito Electoral Local de Coahuila con cabecera en la ciudad de Torreón.[16]

Federal:
- V Distrito Electoral Federal de Coahuila con cabecera en la ciudad de Torreón.[17]

### Presidentes municipales
- (1997 - 1999): José Hadad de la Rosa
- (1973 - 1975): Simón Ramírez Puente
- (2000 - 2002): Melitón Fernández González
- (2003 - 2005): Germán García Rey
- (2006 - 2009): Mario Alcocer Gallardo
- (2010 - 2013): Francisco Javier Escobedo Rey